# Карпезо, Игнатий Иванович
Игнатий Иванович Карпезо (25 ноября 1898 года, д. Кугалевка, Дисненский уезд, Виленская губерния, ныне Глубокский район, Витебская область — 27 сентября 1987 года, Киев) — советский военный деятель, генерал-лейтенант (5 июля 1946 года).

## Биография
Игнатий Иванович Карпезо родился 25 ноября 1898 года в деревне Кугалевка Дисненского уезда Виленской губернии ныне Глубокского района Витебской области.

### Первая мировая и гражданская войны
В 1915 году призван в ряды Русской императорской армии, после чего рядовым принимал участие в боевых действиях на Юго-Западном фронте. В 1917 году был ранен. В июне того же года был демобилизован из рядов армии.
В декабре 1918 года призван в ряды РККА, после чего направлен бойцом в рабочий отряд, а затем в Рабоче-крестьянскую инспекцию Юго-Восточной железной дороги на станции Грязи. В июне 1919 года назначен на должность комиссара батальона в составе 1-го Коммунистического полка, 14 сентября — на должность комиссара боевого участка войск Воронежского направления, 27 декабря того же года назначен на должность комиссара штаба войск обороны железных дорог Южного фронта, а 19 мая 1920 года — на должность заместителя военкома 23-й отдельной бригады обороны железных дорог. С 25 августа того же года служил на должности военкома 220-го Иваново-Вознесенского стрелкового полка в составе 25-й стрелковой дивизии (12-я армия, Юго-Западный фронт), находясь на которой, принимал участие в ходе боевых действий во время советско-польской войны. 10 сентября дивизия предприняла попытку форсировать Западный Буг, однако штурм был отбит войсками противника, который 12 сентября занял Ковель, в результате чего дивизии пришлось отступать с боями. На железной дороге между Ковелем и Ровно противник, выдвинув бронепоезда, предпринял попытку перекрыть дивизии пути отхода, что не имело успеха, и дивизия отошла в район Белокоровичей.
23 декабря 1920 года Карпезо назначен на должность военкома в составе 218-го стрелкового полка, а в феврале 1921 года — на эту же должность в 75-й стрелковой бригаде, после чего принимал участие в боевых действиях против воинских формирований повстанцев на территории Украины.

### Межвоенное время

Старший командно-политический состав 10-го кавполка червонного казачества. Слева направо: сидят — командир полка И. И. Карпезо, секретарь партбюро П. К. Шапошников, комиссар полка Н. И. Лукинский, начальник штаба А. И. Байков; стоит — помощник командира полка М. И. Казаков

1 мая 1921 года назначен на должность военкома в составе 3-й кавалерийской бригады (17-я кавалерийская дивизия Червонного казачества), а 15 июня того же года направлен во 2-ю кавалерийскую дивизию Червонного казачества и назначен на должность помощника командира 1-й бригады, находясь на которой, с конца октября по начало ноября того же года принимал участие в боевых действиях против вооружённого формирования под командованием атамана Палия, вторгшегося на Украину с территории Польши.
13 ноября 1921 года Карпезо назначен на должность командира 11-го кавалерийского полка, 27 мая 1922 года — на должность командира 10-го кавалерийского полка в составе 2-й кавалерийской дивизии Червонного казачества, 15 сентября того же года — на должность начальника корпусной школы младших командиров 1-го кавалерийского Червонного казачества корпуса, а 7 марта 1923 года — на должность командира 5-го кавалерийского полка Червонного казачества.
В декабре 1923 года направлен на учёбу в Петроградскую высшую кавалерийскую школу, после окончания которой в сентябре 1924 года был вновь назначен на должность командира 10-го кавалерийского полка Червонного казачества.
М. И. Казаков, в то время служивший его помощником, вспоминал: 

Обучение в кавалерийских частях тогда велось уже на основе новых уставов, пособий и руководств. Только что вернувшийся с курсов переподготовки начсостава наш командир полка Игнатий Иванович Карпезо проявлял в этом отношении высокую требовательность. Образованный, знающий своё дело кавалерийский начальник, он особенно налегал на занятия с командирами эскадронов и взводов. Каждого из них заставлял десятки раз проделывать на спичках все эволюции построения и перестроения своих подразделений и таким образом добивался прочного усвоения уставных требований. Вообще здесь считалось, что служить в подчинении Карпезо нелегко, но зато после нескольких лет такой службы любой командир взвода или эскадрона становился превосходным кавалеристом, подлинным мастером обучения и воспитания бойцов.

Предметом зависти многих кавалерийских начальников являлся также прекрасный баритон Карпезо. На конностроевых учениях Игнатий Иванович обычно не пользовался услугами трубача, а подавал команды голосом.— Казаков М. И. Над картой былых сражений
В 1928 году Карпезо был назначен на должность командира 19-го кавалерийского полка (4-я Ленинградская кавалерийская дивизия).
В ноябре 1929 года направлен на Курсы усовершенствования высшего начальствующего состава при Военной академии имени М. В. Фрунзе, которые окончил в январе 1930 года и с апреля того же года служил на должностях начальника строевого отдела и начальника переменного состава кавалерийских Курсов усовершенствования командного состава РККА.
В апреле 1932 года был направлен на учёбу в Военную академию имени М. В. Фрунзе, а затем был переведён на особый факультет этой же академии, после окончания которого в феврале 1936 года назначен на должность помощника командира, а с июня 1937 года исполнял должность командира 30-й кавалерийской дивизии.
В мае 1938 года назначен на должность помощника начальника по учебно-строевой части кавалерийских курсов усовершенствования командного состава РККА, 24 января 1940 года — на должность начальника Тамбовского кавалерийского училища, 7 июня — на должность командира 39-го стрелкового корпуса (Дальневосточный фронт), 9 декабря того же года — на должность командира 5-го кавалерийского корпуса, а 11 марта 1941 года — на должность командира формировавшегося 15-го механизированного корпуса (5-я армия, Киевский военный округ). По состоянию на 21 июня корпуса входили 10-я, 37-я танковые и 212-я моторизованная дивизии.

### Великая Отечественная война
С началом Великой Отечественной войны 15-й механизированный корпус в составе Юго-Западного фронта принимал участие в ходе тяжёлых оборонительных боевых действий в районе Дубно — Луцк — Броды. Н. К. Попель, замполит 8-го механизированного корпуса, 25 июня приехавший в штаб 15-го мехкорпуса с целью договориться о взаимодействии перед предполагавшимся 26 июня наступлением, впоследствии вспоминал:

Немецкая артиллерия заставила штабников Карпезо отказаться от парусиновых палаток. Многие штабные офицеры работали в щелях. Машинистка устроилась в неглубоком окопчике и поставила «Ундервуд» прямо на бруствер. Отпечатав строку, она прислушивалась и, если различала нарастающий свист вражеского снаряда, быстро хватала машинку и вместе с ней скрывалась в окопе. Но землянок было мало: всего две-три… Чтобы попасть в эту наспех вырытую лисью нору, надо было согнуться в три погибели. В землянке командира корпуса не было даже окна. Его заменяла дверь с откинутой плащ-палаткой … вошел Карпезо, стройный, изящный, гибкий. Особенно мне понравилась его лаконичная манера говорить, свойственная людям ясного мышления, его чистый и точный командирский язык— Попель Н. К. В тяжкую пору
Карпезо сообщил Н. К. Попелю, что сможет поддержать наступление только одной дивизией — остальные две ведут тяжёлые оборонительные бои. 26 июня 1941 года генерал Карпезо был тяжело ранен и контужен во время налета авиации. Около шести вечера командный пункт корпуса, расположенный на высоте 210,0 южнее с. Топоров, подвергся атаке бомбардировщиков противника. По художественному произведению Слюсаренко З. К. "Последний выстрел": "- После окончания налёта И. И. Карпезо был найден недвижимым и залитым кровью возле штабной палатки. Вызванный уцелевшими офицерами врач констатировал смерть. Генерала похоронили здесь же, но вскоре из штаба армии вернулся заместитель командира по политической части корпуса полковой комиссар Лутай Иван Васильевич. Узнав о случившемся, он потребовал откопать могилу, чтобы достать документы из кармана командующего. К счастью, когда генерала выкопали, кто-то обнаружил пульс на запястье генерала, оказалось, что он ещё жив." Тем не менее ранение было очень тяжёлым, после чего Игнатий Иванович Карпезо проходил лечение в госпиталях в Тамбове и Ташкенте.
После выздоровления с 5 января 1942 года находился в распоряжении командования Среднеазиатского военного округа, где 17 февраля назначен на должность инспектора пехоты, с 19 июня того же года исполнял должность помощника командующего округом по коннице. С 27 февраля 1943 года служил на должностях заместителя командующего Южно-Уральского военного округа, 11 декабря того же года — на должность заместителя командующего Среднеазиатского военного округа по ВУЗам, а с 4 апреля 1944 года исполнял должность заместителя командующего этого же округа.

### Послевоенная карьера
28 июля 1945 года назначен на должность заместителя командующего Киевского военного округа по ВУЗам.
Генерал-лейтенант Игнатий Иванович Карпезо с 8 июня 1959 года находился в распоряжении Главного командования Сухопутных войск и 4 ноября того же года вышел в запас. Умер 27 сентября 1987 года в Киеве. Похоронен на Лукьяновском военном кладбище.

## Воинские звания
- Полковник (17 декабря 1936 года);
- Комбриг (17 мая 1939 года);
- Генерал-майор (4 июня 1940 года);
- Генерал-лейтенант (5 июля 1946 года).

## Награды
- Два ордена Ленина (21.02.1945);
- Три ордена Красного Знамени (12.11.1943; 03.11.1944; 06.11.1945);
- Орден Отечественной войны 1-й степени (11.03.1985);
- Медали.

## Документы
- Общедоступный электронный банк документов «Подвиг Народа в Великой Отечественной войне 1941—1945 гг.» Архивировано 13 марта 2012 года. № в базе данных 11623772. Архивировано 5 апреля 2013 года., 46792158. Архивировано 5 апреля 2013 года..